# Wilhelm Frankl

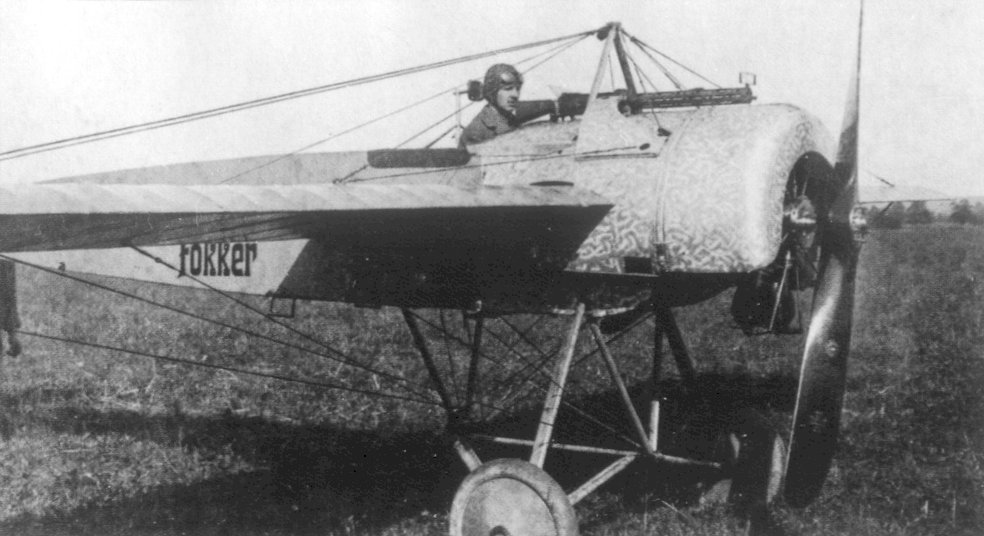
Fokker E.II na jakim latał w KEK Vaux Wilhelm Frankl

Wilhelm Frankl (ur. 20 grudnia 1893 w Hamburgu, zm. 8 kwietnia 1917 w okolicach Vitry-Sailly we Francji) – as lotnictwa niemieckiego Luftstreitkräfte pochodzenia żydowskiego z 20 potwierdzonymi zwycięstwami w I wojnie światowej. 

## Informacje ogólne
Wilhelm Frankl był synem żydowskiego kupca z Hamburga. Po zdaniu egzaminu dojrzałości zapisał się do słynnej szkoły lotniczej w Johannisthal pod Berlinem prowadzonej przez pierwszą niemiecką kobietę lotnika Amelie Beese. Tamże 20 lipca 1913 roku uzyskał licencję pilota z numerem 490.
Na początku wojny zgłosił się na ochotnika do lotnictwa. Służył w jednostce rozpoznawczej FFA 40 zajmując się między innymi szkoleniem pilotów. 10 maja 1915 roku odniósł swoje pierwsze zwycięstwo powietrzne nad samolotem Vosin. Było to jedno z pierwszych zwycięstw powietrznych. Został za to odznaczony Krzyżem Żelaznym I klasy. Po utworzeniu KEK Vaux Wilhelm Frankl został jednym z jej pilotów. Latając na samolotach Fokker E.II i Fokker E.III odniósł w jednostce 8 zwycięstw powietrznych. W maju 1916 roku został odznaczony Orderem Rodu Hohenzollernów, a 12 sierpnia 1916 roku najwyższym odznaczeniem wojskowym Prus Orderem Pour le Mérite.
Po utworzeniu eskadry myśliwskiej Jagdstaffel 4 Wilhelm Frankl został jednym z czołowych jej pilotów, a 14 grudnia 1916 roku został mianowany jej dowódcą. Obowiązki dowódcy pełnił do dnia swojej śmierci. 8 kwietnia 1917 roku w czasie walki z samolotami Bristol, prawdopodobnie z 48 Eskadry Royal Flying Corps, pilotowany przez niego Albatros D.III uległ awarii i runął na ziemię w okolicach Vitry-Sailly we Francji. Wilhelm Frankl z honorami został pochowany na berlińskim cmentarzu Charlottenburg. 
W 1973 roku niemiecki 74 dywizjon Luftwaffe został nazwany jego imieniem.

## Odznaczenia
- Pour le Mérite – 12 sierpnia 1916
- Królewski Order Rodu Hohenzollernów – maj 1916
- Krzyż Żelazny I Klasy
- Krzyż Żelazny II Klasy